# بلنک پیج
«بلنک پیج» ترانه‌ای از هنرمند اهل کلمبیانا کریستینا آگیلرا است. این ترانه در آلبوم لوتوس (آلبوم کریستینا آگیلرا) قرار داشت.